# Joseph-Paulin Madier de Montjau
Pour les articles homonymes, voir Madier de Montjau.
Joseph-Paulin Madier de Montjau est un avocat, magistrat homme politique français né le 11 février 1785 au Bourg-Saint-Andéol (Ardèche) et mort le 10 mai 1865 au Pré-Saint-Gervais (Seine).

## Biographie
Fils de Noël-Joseph Madier de Montjau, député aux États généraux, Joseph-Paulin Madier de Montjau est avocat en 1809 et auditeur au Conseil d’État en 1810 et inspecteurs des droits réunis en 1811. Il est conseiller à la cour d'appel de Nîmes en 1813.
Il est l'auteur, sous la Restauration, d'une pétition contre l'emprise des ultra-royalistes dans le Midi qui provoqua des débats passionnés et lui valut le soutien du parti constitutionnel.
Il est député de l'Aude de 1830 à 1831 et de l'Ardèche de 1831 à 1837, siégeant dans la majorité conservatrice soutenant la Monarchie de Juillet. Il est parmi les trois députés chargés d'interroger les prévenus lors du procès des ministres de Charles X.
Il est procureur général à Lyon en 1830 et conseiller à la cour de cassation en 1831. Il est le père de Noël Madier de Montjau, député, et d'Édouard Madier de Montjau, avocat ; ethnographe.

### Sources
- « Joseph-Paulin Madier de Montjau », dans Adolphe Robert et Gaston Cougny, Dictionnaire des parlementaires français, Edgar Bourloton, 1889-1891 [détail de l’édition]
- Thomas Bernard, « Évolutions, enjeux et idées du parti libéral protestant nîmois sous la Restauration à travers la correspondance de Paulin Madier de Montjau avec son oncle, le général Gaspard-Hilarion Fornier d'Albe », Revue d'histoire moderne et contemporaine de Nîmes et du Gard, SHNG, no 27,‎ 2012, p. 73-83 (ISSN 1763-4946, BNF 39081996)..
- Charles Puech, « Le conseiller Madier de Montjau (1785-1865) », Mémoires de l'Académie de Nîmes, Académie de Nîmes, no LXXV,‎ 2002, p. 17-36 (ISSN 0755-8864 et 2540-3591, BNF 34387869, lire en ligne). (lire en ligne).